# エリキシールダンヴェール

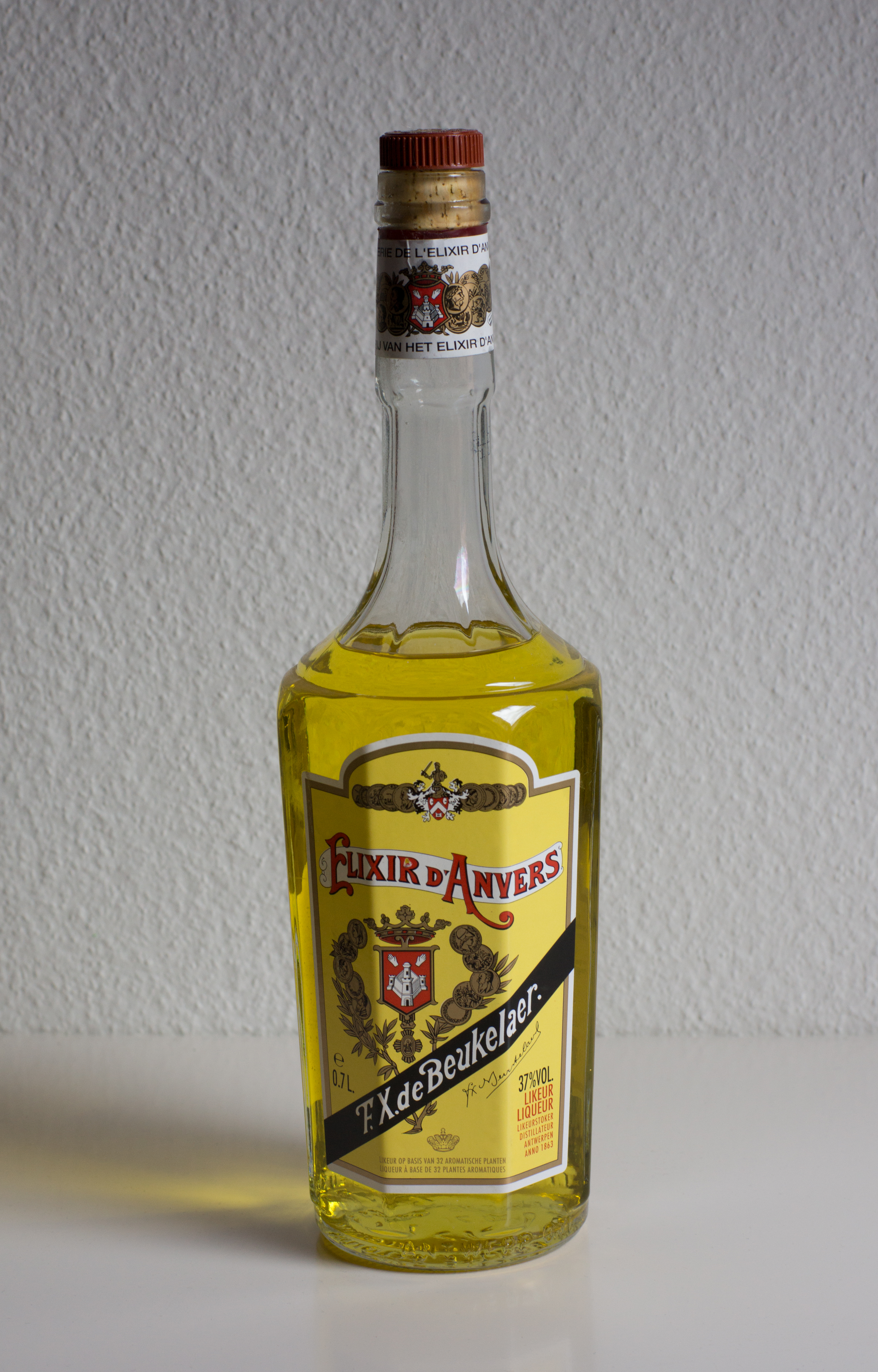
エリキシールダンヴェール

エリキシールダンヴェール (ELIXIR D'ANVERS) は、フランスのアルザス地方からベルギーのアントワープに居を移したブクラー家が18世紀に開発した薬草系リキュールの銘酒。エリクサーの一種としても知られる。腹痛をはじめとするさまざまな病気から馬のかんしゃくにも効くといわれ、万能薬がわりに民間で古くから親しまれてきた。

## 歴史
医学博士、薬剤博士であるフランソワ･クサヴィエ･ブクラーがさまざまな植物やハーブの薬効を抽出した酒の開発を続け、1863年3月19日の午前2時についに完成を見たと言われる。
F.X.ブクラー社は、1887年にはフランスの世界的科学者、ルイ･パストゥールが名誉会長を務めたブローヌ･シュル･メール世界博覧会では、パストゥールのサインが記された表彰状を授与された。ベルギーで最も古く有名な同社の蒸留所は、ベルギー王室御用達の名門蒸留所として、現在に至っている。

## 製法
マラガオレンジピール、キュラソーオレンジピール、ハイチオレンジピール、コリアンダー、サフラン、スターアニス、クローブ、キュラウェーなど、32種類の植物やハーブが用いられている。製造工程は4つの段階に分けられ、製造に要する期間は約5ヶ月。
浸漬
植物やハーブなどの原材料をポットスチルに入れ、純粋なアルコールを加えて長時間漬け込む。
蒸留
蒸気によってポットスチルをゆっくりと加熱しながら、蒸留することで、純粋なアルコールに原材料の風味や香りが溶け込んでいく。これがエリキシール ダンヴェールの原酒となる。
オートクレーブでの調整
エリキシール ダンヴェールの原酒に、酒精、軟水、砂糖を加える。
オーク樽での熟成
調整を終えたエリキシール ダンヴェールをオーク樽に入れ、ゆっくりと寝かせる。この最終工程により、独特のなめらかな味わいが誕生する。